# Kapela sv. Ane na Kerskom groblju
Kapela sv. Ane na Kerskom groblju, rimokatolička kapela posvećena sv. Ani. Nalazi se u Keru. Pripada župi sv. Roka. Podignuta je 1886. godine.
Kapelu je dala podići Ana Antunović rođena Latinović. Ne zna se otkada se ondje slavi proštenje, no vjerojatno otkad je sagrađena. Prije se proštenje slavilo nedjeljom poslije spomendana sv. Ane. Sada na blagdan sv. Ane 26. srpnja proštenje se slavi kod kapele sv. Ane na Kerskom groblju misama na mađarskom i hrvatskom. Osim na proštenje, misa kod kapele sv. Ane na groblju je i na blagdan Svih svetih, a poslije mise procesija do križa i molitve za pokojnike kod križa s paljenjem svijeća.